# Nikolai Nikolajewitsch Pissarew
Nikolai Nikolajewitsch Pissarew (russisch Николай Николаевич Писарев, englisch Nikolai Nikolayevich Pisarev; * 23. November 1968 in Moskau) ist ein ehemaliger russischer Fußballspieler und heutiger -trainer sowie aktueller Sportdirektor beim drittklassigen Uroschai Krasnodar.

## Karriere als Spieler

### Verein
Nikolai Pissarew begann in der Jugendabteilung von Torpedo Moskau mit dem Fußballspielen und rückte 1986 in den Profikader auf. Anschließend spielte er zu Beginn der 1990er-Jahre zwei Spielzeiten in der Schweiz beim FC Winterthur. Seine als Spieler erfolgreichste Zeit folgte dann ab 1992 mit Spartak Moskau. Von 1992 bis 1994 wurde der Stürmer mit der Mannschaft dreimal hintereinander russischer Meister und 1994 einmal Pokalsieger. Über Spanien zog es ihn zur Bundesligasaison 1996/97 nach Deutschland zum FC St. Pauli. Pissarew absolvierte 21 Spiele für die Hamburger, sein Debüt hatte er am 2. Spieltag gegen Arminia Bielefeld. Sein erstes von insgesamt nur vier Toren schoss er am 11. Spieltag gegen den SC Freiburg. Anschließend ging er zurück nach Russland und spielte bis zu seinem Karriereende im Jahr 2001 noch für drei verschiedene Vereine der Stadt, zweimal erneut für seinen alten Klub Spartak, mit dem er drei weitere Male die Landesmeisterschaft gewann. Für Spartak Moskau kam er zu zwei Einsätzen 1994 in der UEFA Champions League.

### Nationalmannschaft
Pissarew spielte für die U-21-Nationalmannschaft der UdSSR, mit der er 1990 Europameister wurde, es war bereits der dritte Titel in Folge für die Auswahl. Darüber hinaus stand er dreimal für die A-Auswahl Russlands, darunter einmal am 13. Dezember 1995 im Rahmen der Qualifikation, welche das Team als Gruppensieger abschloss, zur EM 1996, auf dem Rasen. Am 6. Mai 1995 schoss er gegen die Auswahl der Färöer in der EM-Qualifikation sein einziges Tor für die Sbornaja.

## Nach der aktiven Laufbahn

### Karriere als Trainer
Nach seiner Tätigkeit als Assistent bei diversen niederklassigen Vereinen bekleidete Pissarew ab 2005 für fünf Jahre das Amt des Cheftrainers der russischen Beachsoccer-Nationalmannschaft, konnte mit ihr jedoch keine größeren Titel gewinnen.

### Karriere als Funktionär
Aktuell ist Pissarew als Sportdirektor beim drittklassigen Uroschai Krasnodar tätig.

## Erfolge
- mit Spartak Moskau:
  - Russischer Meister: 1992, 1993, 1994, 1998, 2000, 2001
  - Russischer Pokalsieger: 1994
- mit der U-21-Nationalmannschaft der UdSSR:
  - U-21-Europameister: 1990